# برينس رودني
برينس رودني (بالإنجليزية: Prince Rodney)‏ مواليد 31 أكتوبر 1958 في لندن، هو ملاكم محترف بريطاني سابق صنّف ضمن فئة وزن خفيف المتوسط.

## إحصائيات
خاض خلال مسيرته 41 نزالا، فاز في 31 وتعادل في 1 وخسر في 9. فاز بالضربة القاضية في 16 نزالا.

## روابط خارجية
- برينس رودني على موقع بوكس ريك (الإنجليزية) (registration required)